# De Trap
De Trap is een onafhankelijk scholingsinstituut op het gebied van acteurstrainingen in Amsterdam. Het is een 4-jarige opleiding tot acteur of theatermaker. De opleiding biedt na het 2e jaar een specialisatie aan van 2 jaar tot acteur of theatermaker. Daarnaast biedt de school opleidingen op het gebied van trainings-acteren en camera-acteren (film & tv). Verder kan men zich inschrijven voor een vooropleiding. Studenten worden aangenomen na een auditie of worden beoordeeld nadat ze de vooropleiding hebben doorlopen.

## Theaterschool De Trap
Theaterschool De Trap werd in 1986 opgericht door Connie van Manen en Ernst Zwaan en is gevestigd aan de Zeeburgerdijk in Amsterdam-Oost. De opleiding was eerder gehuisvest op het Hygiëaplein in Amsterdam. In 2014 verhuisde de school voor één jaar naar het gebouw 'Midwest' op de Cabralstraat in Amsterdam. Een jaar later betrok de school een groter pand aan de Zeeburgerdijk 54, waar het tot op heden gehuisvest is.
Theaterschool De Trap staat onder leiding van Nelleke Zitman (artistiek directeur) en Charles Loyen (zakelijke leiding). De school werkt met vaste docenten en gastdocenten. Voor de afstudeervoorstelling wordt soms een externe gastregisseur aangetrokken.
Theaterschool De Trap is opgenomen in Het Centraal Register Kort Beroepsonderwijs (CRKBO). In het Register Instellingen zijn onderwijsinstellingen ingeschreven die voldoen aan de Kwaliteitscode voor Opleidingsinstellingen voor Kort Beroepsonderwijs.

## Opleidingen
De theateropleidingen van De Trap zijn:
- Opleiding Theater/Toneel
- Opleiding Acteren voor Film & Televisie
- Vooropleiding Theater & Toneel
- Trainingsacteren

## Bekende alumni
Oud-studenten van De Trap die bekendheid hebben verworven, zijn onder anderen:
- Charlotte Besijn
- Anna Drijver
- Tara Elders
- Sophie Hilbrand
- Tanja Jess
- Ancilla van de Leest
- Rifka Lodeizen
- Winston Post
- Elise Schaap
- Loes Schnepper
- Yolanthe Sneijder-Cabau
- Lotte Verlackt
- Pim Veth